# Scopula elisabetharia
Scopula elisabetharia är en fjärilsart som beskrevs av Gustav Heinrich Heydenreich 1851. Scopula elisabetharia ingår i släktet Scopula och familjen mätare. Inga underarter finns listade.